# 東大阪市立孔舎衙小学校
東大阪市立孔舎衙小学校（ひがしおおさかしりつ くさかしょうがっこう）は、大阪府東大阪市日下町にある公立小学校。

## 通学区域
- 池之端町1～4番、日下町4～5丁目、日下町6丁目1～7番、善根寺町2～5丁目、布市町1～4丁目、元町1～2丁目[1]

## 進路状況
ほとんどの児童は東大阪市立孔舎衙中学校へ進学するが、国私立中学校へ進学する児童もいる。

## 著名な出身者
- 安岡正篤（陽明学者、哲学者、思想家）旧日下小学校卒業
- 仲根かすみ - 元グラビアアイドル
- ワンオクRyota